# Cavernago
Cavernago é uma comuna italiana da região da Lombardia, província de Bérgamo, com cerca de 1.667 habitantes. Estende-se por uma área de 7 km², tendo uma densidade populacional de 238 hab/km². Faz fronteira com Calcinate, Ghisalba, Grassobbio, Seriate, Urgnano, Zanica.

## Demografia
| Variação demográfica do município entre 1861 e 2011                               |
|                                                                                   |
| Fonte: Istituto Nazionale di Statistica (ISTAT) - Elaboração gráfica da Wikipedia |